# 霍奇克斯3磅速射炮
霍奇克斯3磅速射炮（法語：Canon Hotchkiss à tir rapide de 47 mm）是一款自從於1886年誕生出來，就受到相當廣泛使用的一款艦炮。

## 製造與使用
1885年由霍奇克斯公司研發，並於隔年（1886年）建造出來。此類艦砲旨在對抗新型的小型快速艦艇，如當時魚雷艇，或者是後來的潛艇。霍奇克斯授權本火炮的許多變種型生產，使其炮管長度從32倍徑到50倍徑不等；但論最為常見的，還是原本的40倍徑版。
這門火炮被許多國家的海軍使用，因此經常出現在各國戰役當中，像是甲午戰爭。與此同時，它們也被用於沿岸防禦。到了後來，戰場上出現了戰鬥機，它還可作為防空炮使用；出現的位置無論是在臨時炮座，還是專門設計的高射炮架（HA/LA）上。最後甚至成為法國在20世紀早期的標準防空炮。由此可見，其用途之廣泛。

## 各國服役歷史

### 英國
這門炮在1886年問世時，是皇家海軍的第一門現代型速射炮（Quick-Fire，簡稱QF），霍奇克斯QF 3 磅炮（QF 3 pounder Hotchkiss）的名稱也是其命名的。此外，這門砲在英國由阿姆斯特朗-惠特沃斯的埃爾斯威克軍械公司製造。
以下是三磅炮在皇家海軍的使用艦船：
- 警戒級（英语：Alert-class sloop）
- 冒險級（英语：Adventure-class cruiser）
- 海軍上將級（英语：Admiral-class ironclad）
- 傲慢級（英语：Arrogant-class cruiser）
- 阿斯特賴亞級（英语：Astraea-class cruiser）
- 布萊克級（英语：Blake-class cruiser）
- 黑莓級（英语：Bramble-class gunboat (1898)）
- C級（英语：C-class_cruiser）
- 卡德摩斯級（英语：Cadmus-class sloop）
- 克諾珀斯級（英语：Canopus-class battleship）
- 百夫長級（英语：Centurion-class_battleship）
- 挑戰者級（英语：Challenger-class_cruiser）
- 神鷹級（英语：Condor-class sloop）
- 巨像級
- 征服者級（英语：Conqueror-class ironclad）
- 克雷西級（英语：Cressy-class cruiser）
- 獨眼巨人級
- 蹂躪級（英语：Devastation-class ironclad）
- 德文郡級（英语：Devonshire-class cruiser (1903)）
- 王冠級（英语：Diadem-class cruiser）
- 德瑞克級（英语：Drake-class cruiser）
- 鄧肯級（英语：Duncan-class battleship）
- 日蝕級（英语：Eclipse-class cruiser）
- 可畏級（英语：Formidable-class battleship）
- 前鋒級（英语：Forward-class cruiser）
- 戈爾貢級（英语：Gorgon-class monitor）
- 高飛人級（英语：Highflyer-class cruiser）
- 愛德華七世級（英语：King Edward VII-class battleship）
- 喬五級
- 納爾遜級（英语：Lord Nelson-class battleship）
- 威嚴級（英语：Majestic-class battleship）
- 馬拉松級（英语：Marathon-class cruiser）
- 君主級（英语：Monarch-class coastal defense ship）
- 蒙茅斯級（英语：Monmouth-class cruiser）
- 俄里翁級
- 探路者級（英语：Pathfinder-class cruiser）
- 珍珠級（英语：Pearl-class cruiser）
- 珀羅洛斯級（英语：Pelorus-class cruiser）
- 鳳凰級
- 奧蘭多級（英语：Orlando-class cruiser）
- 強盛級（英语：Powerful-class cruiser）
- 紅馥級（英语：Redbreast-class gunboat）
- 君權級
- 哨兵級（英语：Sentinel-class cruiser）
- 黃寶石級（英语：Topaze-class cruiser）
- 特拉法加級（英语：Trafalgar-class ironclad）

### 清朝
1880年代，也就是這門艦砲剛建造完成時，清廷就將其安裝在自己的軍艦上；甚至是在1890年代由斯德丁伏尔铿股份公司建造的海容級，艦艇上也是裝備此艦砲。順帶一提，因為日本也在一開始就有購買此艦砲，所以甲午戰爭的雙方軍艦都有配置此艦砲。
以下是清廷使用該艦砲的艦船：
- 致遠級
- 海天級
- 肇和級
- 永翔級（日语：永翔級炮艦）
- 經遠級

## 登場戰役
- 甲午戰爭
- 美西战争
- 日俄戰爭
- 義土戰爭
- 第一次巴尔干战争
- 第二次巴尔干战争
- 一戰
- 冬季戰爭
- 二戰

## 使用國家
- 大清
- 中華民國
- 英国
- 美国
- 大日本帝国
- 法國
- 阿根廷
- 奥匈帝国
- 巴西
- 保加利亚
- 智利
- 古巴
- 丹麦
- 芬兰
- 希腊
- 義大利
- 拉脫維亞
- 挪威
- 秘魯
- 波蘭
- 葡萄牙
- 羅馬尼亞
- 俄罗斯帝国
- 西班牙
- 乌拉圭
- 委內瑞拉

## 延伸閱讀
- 維克斯3磅艦炮：它的50倍徑版本。
- 奧布霍夫工廠：在俄國的本炮製造廠。
- 斯柯達公司：在奧匈帝國的本炮製造廠。
- 威廉·克蘭普造船廠（英语：William Cramp & Sons）：在美國的本炮製造廠。

## 資料來源
1. 1 2  DiGiulian, Tony. . www.navweaps.com.   [2017-07-05] （英语）.
2. ↑  . www.quarryhs.co.uk.   [2017-07-04]. （原始内容存档于2018-03-16）.
3. ↑  30 rounds per minute is the figure given by Elswick Ordnance for their 40-calibres model. Quoted in Brassey's Naval Annual 1901
4. 1 2  Friedman 2011，第118頁.
5. ↑  Lakatos Monarch class.
6. ↑  British forces traditionally denoted smaller ordnance by the weight of its standard projectile, in this case approximately 3磅（1.4）.
7. ↑  陈悦，#北洋海军舰船志，p. 131
8. ↑  Richard Wright, The Chinese Steam Navy 1862-1945, p. 111
9. ↑  陈悦，#清末海军舰船志，148页

## 外部連結
- Lakatos, Alex. . battleships-cruisers.co.uk.   [27 September 2012].
- Handbook of the 3 pounder Hotchkiss quick-firing gun Land service 1892, 1900 at State Library of Victoria
- Handbook for Hotchkiss 6-pr and 3-pr. quick-firing guns 1896 at State Library of Victoria
- Tony DiGiulian, British Hotchkiss 3-pdr (1.4 kg) (1.85"/40 (47 mm)) QF Marks I and II
- DiGiulian, Tony, US 3-pounders
- DiGiulian, Tony, Russian Hotchkiss 3-pounders